# Francesco Maria Marescotti Ruspoli

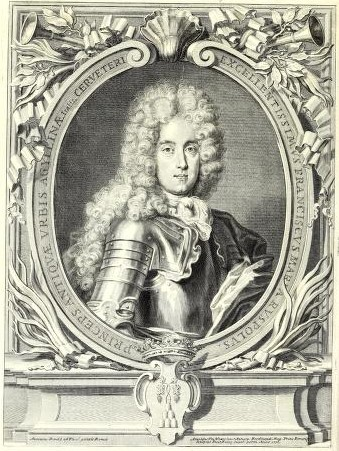
Francesco Maria Marescotti Ruspoli

Francesco Maria Marescotti Ruspoli (* 2. März 1672 in Vignanello; † 14. Juli 1731 in Rom) war ein römischer Adliger und Feudalbesitzer aus der Familie der Ruspoli. Er war Marchese von Cerveteri und wurde bekannt als Förderer von Georg Friedrich Händel, als sich dieser ab 1707 in Italien aufhielt.

## Leben
Francesco Maria Marescotti Ruspoli wurde am 2. März 1672 in Vignanello auf einem Landgut der Familie Marescotti geboren. Seine Eltern waren Alessandro und Anna Maria Corsini, seine Großeltern mütterlicherseits Sforza Vicino Marescotti und dessen Gattin Vittoria Ruspoli. Im Jahr 1695 heiratete er Isabella Cesi (1676–1753), Tochter von Giuseppe Angelo Cesi († 1705), fünfter Herzog von Acquasparta, und Giacinta Conti dei Duchi di Poli (1652–1728), Schwester von Papst Innozenz XIII. Aus der Ehe gingen neun Kinder hervor: die Söhne Bartolomeo Ruspoli (1697–1741) und Alessandro Marescotti Ruspoli (1708–1779) sowie sieben Töchter.
Nach verschiedenen Rechtsstreitigkeiten erbte er Vermögen seiner Vorfahren aus den Familien Marescotti, Capizucchi und Ruspoli. Am 4. September 1705 erhielt er den Titel eines Marchese von Cerveteri. Den Feudalbesitz hatte die Familie 1674 für die beträchtliche Summe von 550.000 Scudi von den Orsini erworben, womit sie zum Kreis der großen Feudalbesitzer im Norden Roms aufstieg.
Ruspoli war Mitglied der Gesellschaft der Arkadier unter dem Pseudonym Olinto, und der erste Band der Rime degli Arcadi wurde ihm gewidmet.

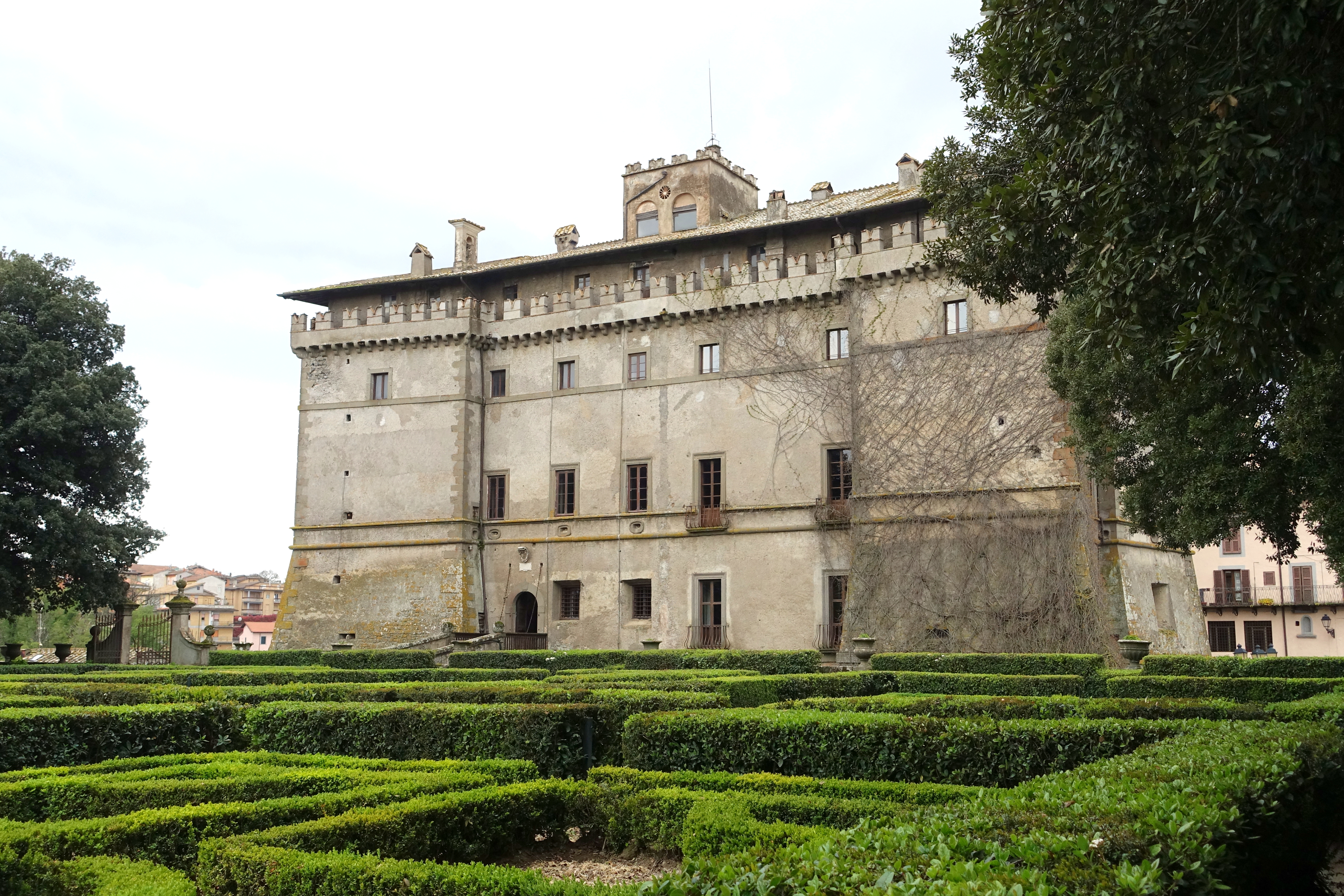
Castello Ruspoli in Vignanello

Er unterstützte Papst Clemens XI. im Streit mit Kaiser Josef I. um die spanische Thronfolge, aus der er trotz der Niederlage des päpstlichen Lagers Gewinn ziehen konnte. 1708 stellte er auf eigene Kosten das „Ruspoli-Regiment“ auf, das aus etwa 1000 Mann bestand und mit dem er auf der Seite des Papstes im Comacchiokrieg teilnahm. Am 3. Februar 1709 erhob Papst Clemens XI. zum Dank die Markgrafschaft Cerveteri zum Fürstentum. 1710 erwarb Ruspoli auch die Markgrafschaft von Riano und 1713 das Lehen von San Felice Circeo, das 1718 an den Ehemann seiner Tochter Giacinta, Don Bernualdo Filippo Orsini (1685–1734), überging. 1713 kaufte er der verschuldeten Familie Caetani den Palazzo Valentini in Rom ab.
1725 verlieh Papst Benedikt XIII. Ruspoli und seinen Nachkommen den Titel eines römischen Fürsten und 1725 weihte er die neue Pfarrkirche (Collegiata) ein, die der Fürst in Vignanello errichten ließ. Francesco Maria Marescotti Ruspoli starb 1731 in Rom und hinterließ einen Großteil seines Vermögens seinen Söhnen Alessandro und Bartolomeo, der Kardinal wurde.

## Ruspoli und Händel
Ab 1707 beherbergte er den jungen Georg Friedrich Händel für zwei Jahre im Castello Ruspoli in Vignanello, wo Händel wahrscheinlich als Kapellmeister fungierte. Händel komponierte in dieser Zeit das Salve Regina (HWV 241), das am 19. Juli 1707 in der Kapelle des Familienschlosses (oder aber in der ein Kilometer entfernten Kirche Madonna del Ruscello in Vallerano, die über eine der größten Orgeln Italiens verfügte) aufgeführt wurde, und die Diana Cacciatrice (HWV 79), die im Palast der Ruspoli in Cerveteri aufgeführt wurde. Ebenfalls Francesco Maria Ruspoli gewidmet ist das Oratorium Il trionfo del Tempo e del Disinganno (HWV 46a). Ab 1707 stand auch die Sängerin Margherita Durastanti im Dienste von Ruspoli. So kam es zur Begegnung der Sängerin mit Händel. Die Duranstanti erhielt von Ruspoli ein monatliches Salär von 20 Scudi und war die einzige Sängerin, die von ihm regelmäßig entlohnt wurde. 1709 wurde Händel von Antonio Caldara abgelöst, welcher dann bis 1716 für Ruspoli tätig war. Ruspoli lebte zwischen 1705 und 1713 ebenfalls im Palazzo Valentini (auch Palazzo Bonelli genannt) in Rom und baute dort ein Privattheater ein, wo neben Händel auch Alessandro Scarlatti und Arcangelo Corelli musizierten. 1707 fand hier die Uraufführung von Händels Armida abbandonata (HWV 105) mit dem Cellisten Pietro Castrucci und 1708 Händels La Resurrezione (HWV 47) unter der Leitung von Arcangelo Corelli und beide mit der Durastanti als Sängerin statt. Auf Anraten seines Großonkels Kardinal Galeazzo Marescotti ließ Ruspoli 1707 eine Brigantine bauen und ausrüsten, die er danach Papst Clemens XI. zum Geschenk machte. Die Übergabe fand in Civitavecchia statt, und Händel komponierte zu diesem Anlass die Kantate Udite il mio consiglio (HWV 172). Insgesamt soll Händel ca. 50 Musikstücke für Ruspoli komponiert haben.

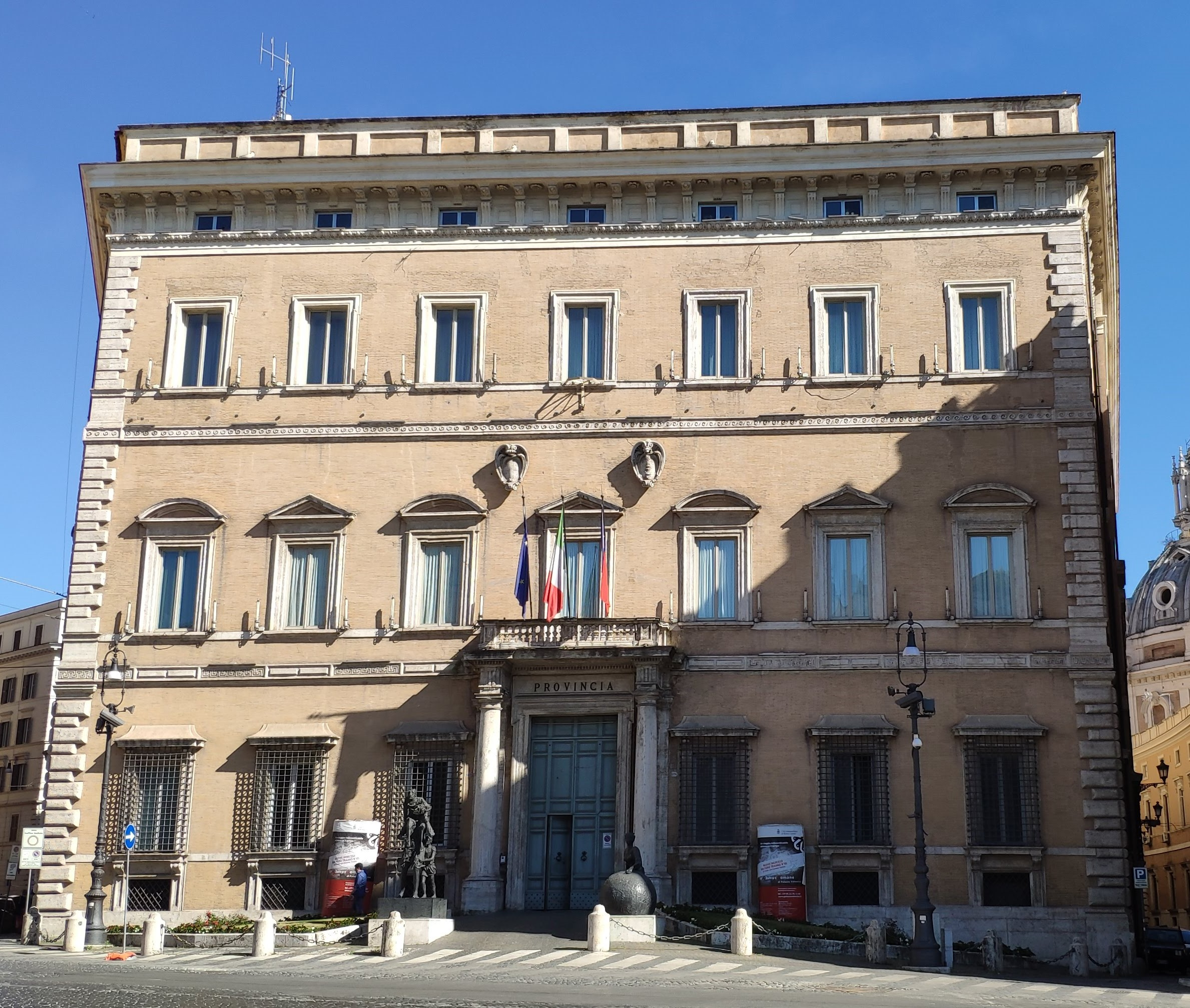
Palazzo Valentini in Rom